# Torišima
Torišima (nebo Tori-Šima (鳥島), v překladu Ptačí ostrov, rusky остров Панафидина) je název menšího ostrova, nacházejícího se v japonském souostroví Izu v Tichém oceánu asi 500 km jižně od Tokia. Průměr ostrova je 2,7 km, nejvyšším bodem je kráter Iózan (硫黄山, 394 m nad hladinou moře). Ostrov je vulkanického původu a je neobydlený.
Ostrov představuje vrchol stratovulkánu, na jeho stavbě se v převážné míře podílejí čedičově dacitové lávy. Vrchol ostrova tvoří kaldera s průměrem 1,5 km, v níž se nacházejí dva krátery – již zmíněný vyšší kráter Iózan a nižší Komočijama. Erupce byly kromě vrcholových kráterů zaznamenány také v blízkosti severního okraje ostrova a v příbřežních podmořských sopečných komínech.